# خوان باوتيستا دي أنزا
كان خوان باوتيستا دي أنزا بيزيرا نييتو (6 أو 7 يوليو 1736  - 19 ديسمبر 1788) قائدًا استكشافيًا من أصل نوفوهسباني/مكسيكي، وضابطًا عسكريًا، وسياسيًا في المقام الأول في كاليفورنيا ونيو مكسيكو تحت الإمبراطورية الإسبانية. يُنسب إليه الفضل باعتباره أحد الآباء المؤسسين لكاليفورنيا الإسبانية وخدم كمسؤول في إسبانيا الجديدة بصفته حاكمًا لمقاطعة نيو مكسيكو.

## وقت مبكر من الحياة
وُلِد خوان باوتيستا دي أنزا بيزيرا نييتو في فرونتيراس، نافارا الجديدةال، إسبانيا الجديدة ( سونورا اليوم، المكسيك ) في عام 1736 (بالقرب من أريزبي )، على الأرجح في كوكياراتشي، سونورا، ولكن ربما في بريزيديو فرونتيراس.

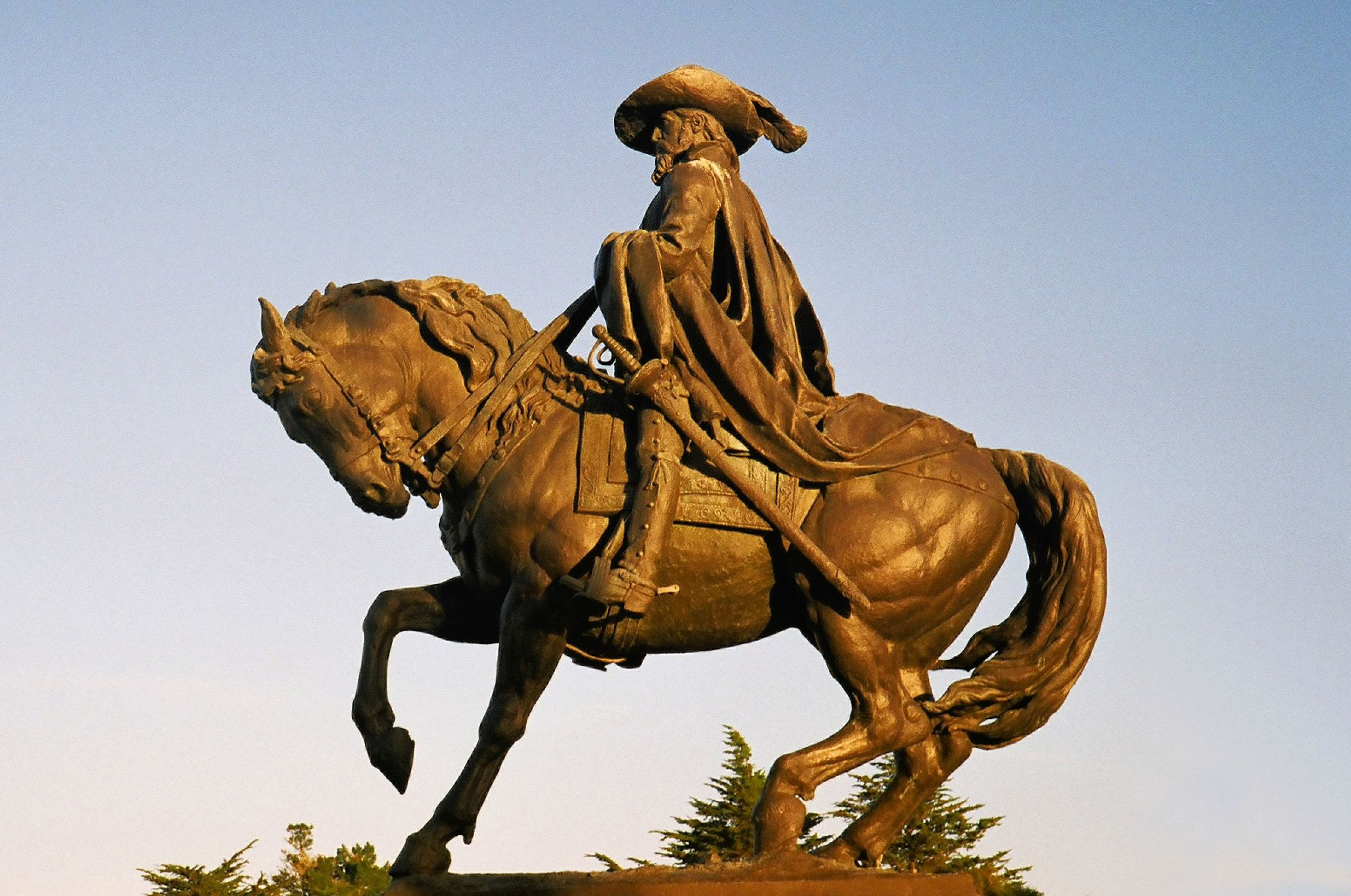
تمثال الفروسية لأنزا في بحيرة ميرسيد، سان فرانسيسكو، كاليفورنيا

كانت عائلته جزءًا من القيادة العسكرية في إسبانيا الجديدة ( نويفا إسبانيا )، حيث خدم والده وجده لأمه، الكابتن أنطونيو بيزيرا نييتو، إسبانيا، وكانت عائلاتهما تعيش على حدود نويفا نافارا. كان ابن خوان باوتيستا دي أنزا الأول. ويُعتقد تقليديًا أنه ربما تلقى تعليمه في كلية سان إلديفونسو في مدينة مكسيكو، ثم في الأكاديمية العسكرية هناك. في عام 1752 انضم إلى الجيش في بريزيديو فرونتيراس. لقد تقدم بسرعة وأصبح قائدًا بحلول عام 1760. تزوج في عام 1761. كانت زوجته آنا ماريا بيريز سيرانو (من مواليد يناير 1744/45، ت. التاريخ غير معروف)، ابنة مالك المنجم الأسباني فرانسيسكو بيريز سيرانو. ولم يكن لديهم أطفال. كانت واجباته العسكرية تتألف بشكل أساسي من غارات عدائية ضد الأمريكيين الأصليين، مثل الأباتشي، وخلال هذه الفترة استكشف الكثير مما يُعرف الآن بولاية أريزونا.

## بعثات كاليفورنيا

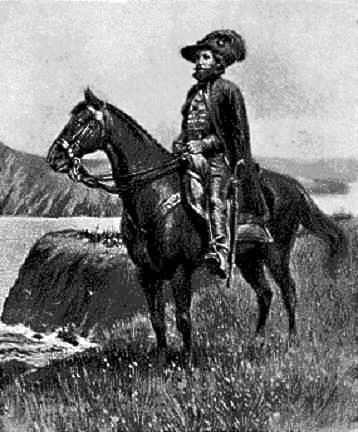
خوان باوتيستا دي أنزا، من صورة زيتية للفنان فراي أورسي عام 1774

بدأ الإسبان استعمار كاليفورنيا العليا من خلال حملة بورتولا في الفترة من 1769 إلى 1770. تضمنت مهمة بورتولا ذات المسارين رحلة بحرية طويلة ضد الرياح السائدة والتيار الكاليفورني، وطريقًا بريًا صعبًا من باجا كاليفورنيا. أُنشئت المستعمرات في سان دييغو ومونتيري، مع وجود محمية وبعثة فرنسيسكانية في كل موقع. كان هناك رغبة في إيجاد طريق بري أكثر مباشرة ومزيد من الاستعمار، وخاصة في سان فرانسيسكو الحالية، والتي رآها بورتولا لكنه لم يتمكن من استعمارها. بحلول وقت رحلة خوان باوتيستا دي أنزا، تم تأسيس ثلاث بعثات أخرى، بما في ذلك بعثة سان أنطونيو دي بادوا في وادي ساليناس.
في عام 1772، اقترح أنزا  إرسال رحلة استكشافية إلى كاليفورنيا العليا إلى نائب الملك في إسبانيا الجديدة. وقد وافق ملك إسبانيا على ذلك، وفي 8 يناير 1774، انطلقت أنزا من توباك بريزيديو ، جنوب توسان الحالية، أريزونا، برفقة 3 قساوسة، و20 جنديًا، و11 خادمًا، و35 بغلًا، و65 رأسًا من الماشية، و140 حصانًا. سمع أنزا عن أحد السكان الأصليين الأمريكيين من كاليفورنيا يُدعى سيباستيان تارابال الذي فر من بعثة سان غابرييل إلى سونورا، واتخذه كمرشد له. اتخذت الحملة طريقًا جنوبيًا على طول نهر المذبح ( سونورا وسينالوا ، إسبانيا الجديدة)، ثم سارت بموازاة الحدود الحالية بين المكسيك وكاليفورنيا، وعبرت نهر كولورادو عند التقائه مع نهر جيلا. وكان ذلك ضمن نطاق قبيلة يوما، التي أقام معها علاقات جيدة.

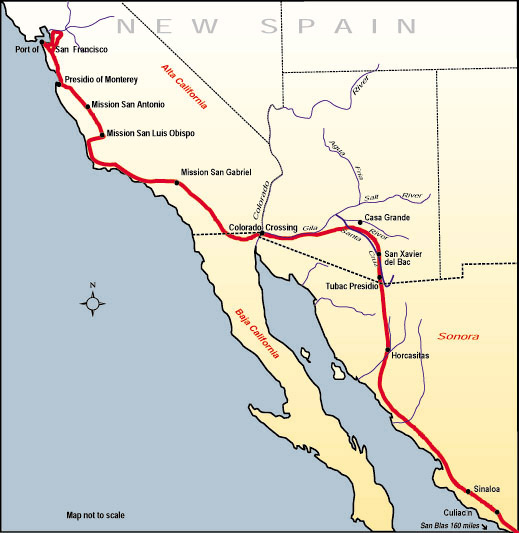
خريطة الطريق الذي سلكه خوان باوتيستا دي أنزا في الفترة من 1775 إلى 1776 من المكسيك إلى سان فرانسيسكو اليوم

وصلت أنزا إلى بعثة سان غابرييل أركانجيل، بالقرب من ساحل كاليفورنيا، في 22 مارس 1774، ومونتيري، كاليفورنيا، عاصمة ألتا كاليفورنيا المستقبلية (انفصلت ألتا كاليفورنيا عن لاس كاليفورنيا في عام 1804، مما أدى إلى إنشاء باجا وألتا)، في 19 أبريل. وعاد إلى توباك في أواخر مايو 1774. كانت هذه الحملة تحت مراقبة دقيقة من قبل نائب الملك والملك، وفي 2 أكتوبر 1774، تمت ترقية أنزا إلى رتبة مقدم، وأُمرت بقيادة مجموعة من المستعمرين إلى كاليفورنيا العليا. كان الإسبان راغبين في تعزيز وجودهم في كاليفورنيا العليا كحاجز ضد الاستعمار الروسي للأميركيتين المتقدم من الشمال، وربما إنشاء ميناء يوفر المأوى للسفن الإسبانية. انطلقت الحملة في 23 أكتوبر 1775، ووصلت إلى بعثة سان غابرييل أركانجيل في يناير 1776، بعد أن عانى المستعمرون كثيرًا من طقس الشتاء في الطريق.
وواصلت الحملة طريقها إلى مونتيري مع المستعمرين. وبعد أن أدى مهمته من نائب الملك، واصل رحلته شمالاً مع الكاهن بيدرو فونت ومجموعة مكونة من اثني عشر آخرين، متبعاً طريقاً داخلياً إلى خليج سان فرانسيسكو أنشأه بيدرو فاجيس في عام 1770.[بحاجة لمصدر] في الطريق، قاد غارة على مستوطنات الأباتشي بالقرب من بريسيديو سان إجناسيو دي توباك، وأسر أربعين أباتشي. قام الجنود بتقسيم الأسرى فيما بينهم كعبيد، واحتفظ عنزة بالأسيرات الخمس عشرة وأطفالهن حديثي الولادة كحصة له.
في مذكرات أنزا بتاريخ 25 مارس 1776، ذكر أنه "وصل إلى وادي سان جوزيف كوبرتينو (المعروف الآن باسم ستيفنز كريك )، وهو وادي مفيد للمسافرين فقط. توقفنا هناك لقضاء الليلة، بعد أن قطعنا ثمانية فراسخ في سبع ساعات ونصف. من هذا المكان، رأينا على يميننا المصب الذي يمتد من ميناء سان فرانسيسكو." واصل أنزا رحلته، فحدد موقعي بريزيديو سان فرانسيسكو وبعثة سان فرانسيسكو دي أسيس في سان فرانسيسكو الحالية، كاليفورنيا، في 28 مارس 1776. لم يكن هو من أنشأ المستوطنة، بل أنشأها فيما بعد خوسيه خواكين موراجا. أثناء عودته إلى مونتيري، حدد المواقع الأصلية لبعثة سانتا كلارا دي أسيس ومدينة سان خوسيه دي غوادالوبي ( سان خوسيه الحالية، كاليفورنيا )، لكنه لم يقم بإنشاء أي من المستوطنتين مرة أخرى. اليوم تم تسمية هذا الطريق باسم المسار التاريخي الوطني خوان باوتيستا دي أنزا.
وعلى الرغم من نجاحات ديانزا، فإن الطموحات الإسبانية لإنشاء طريق بري دائم من سونورا إلى ألتا كاليفورنيا أحبطت في عام 1781، عندما أدى تمرد قبيلة يوماس إلى إغلاق الطريق عند معبر يوما لنهر كولورادو. لم يُعاد فتح الطريق حتى أواخر عشرينيات القرن التاسع عشر، وكانت وسيلة السفر المنتظمة الوحيدة إلى ألتا كاليفورنيا خلال السنوات الفاصلة هي عن طريق البحر.